# كويتو
كويتو هي بلدية في أنغولا، تتبع مقاطعة بيي ، وهي عاصمتها، بلغ عدد سكانها 114,000 نسمة.